# Hypnodontopsis
Hypnodontopsis är ett släkte av bladmossor. Hypnodontopsis ingår i familjen Rhachitheciaceae.
Kladogram enligt Catalogue of Life:
| Hypnodontopsis | \| \| Hypnodontopsis apiculatus \| \| \| \| \| \| Hypnodontopsis mexicana \| \| \| \| \| \| Hypnodontopsis spathulata \| \| \| \| |
|                | \| \| Hypnodontopsis apiculatus \| \| \| \| \| \| Hypnodontopsis mexicana \| \| \| \| \| \| Hypnodontopsis spathulata \| \| \| \| |
|                | Jonesiobryum |
|                | |
|                | Rhachitheciopsis |
|                | |
|                | Rhachithecium |
|                | |
|                | Tisserantiella |
|                | |
|                | Ulea |
|                | |
|                | Zanderia |
|                | |
|                | Hypnodontopsis apiculatus |
|                | |
|                | Hypnodontopsis mexicana |
|                | |
|                | Hypnodontopsis spathulata |
|                | |

|  | Hypnodontopsis apiculatus |
|  |                           |
|  | Hypnodontopsis mexicana   |
|  |                           |
|  | Hypnodontopsis spathulata |
|  |                           |